# Wolfgang Hilleke
Wolfgang Hilleke (* 4. März 1963 in Attendorn) ist ein ehemaliger deutscher Kommunalpolitiker, der von 2009 bis 2014 Bürgermeister der Stadt Attendorn war.
Der Diplom-Verwaltungswirt (FH) arbeitete nach Abitur und Wehrdienst seit den 1980er Jahren in verschiedenen Funktionen in der Attendorner Stadtverwaltung, zuletzt im Bereich der Wirtschaftsförderung und als Leiter der Fachbereiche Bürgerservice, Bürgerbüro und Standesamt. Nachdem der langjährige Bürgermeister Alfons Stumpf angekündigt hatte, bei den Kommunalwahlen 2009 nicht mehr anzutreten, entschied sich Hilleke als parteiloser Kandidat in das Rennen um Stumpfs Nachfolge einzusteigen. Gegen Dieter Hundt (CDU) und Uwe Beul (SPD) erreichte 67,73 Prozent der Stimmen. Als persönliches Ziel seiner Bürgermeistertätigkeit formulierte Hilleke einen wirtschaftsstarken Standort bei zugleich einer lebenswerten Stadt und einer modernen Verwaltung. Er trat sein Amt am 21. Oktober 2009 an.
Bei den Kommunalwahlen 2014 wurde Wolfgang Hilleke abgewählt. Er erreichte gegenüber seinem Gegenkandidaten Christian Pospischil (SPD) nur noch 42,10 Prozent.
In seine Amtszeit fiel unter anderem der Auftakt für die Umgestaltung der Innenstadt und der Bau des Skywalks Biggeblick.
Von Januar 2015 bis März 2016 war Hilleke Geschäftsführer der Ferienanlage Land Fleesensee in Göhren-Lebbin.
Seit Juli 2016 arbeitet er als Projektmanager im Rahmen des Neubauprojekts „alter(n)sgerechtes Wohnen“ in Lennestadt-Saalhausen für die Grundstücks- und Beteiligungsgesellschaft der Volksbank Bigge-Lenne.
Hilleke ist verheiratet und hat eine Tochter und einen Sohn. Er ist in verschiedenen Vereinen seiner Heimatstadt aktiv.